# Reinhard Young
Reinhard Azubuike Young (* 18. August 2001) ist ein nigerianischer Fußballspieler.

## Karriere
Young wechselte im Februar 2020 vom Giant Brillars FC nach Deutschland zu GIS United. Zur Saison 2020/21 wechselte er zum sechstklassigen BV Essen, für den er einmal in der Landesliga spielte. Zur Saison 2021/22 kehrte er wieder in seine Heimat zu den Giant Brillars zurück.
Im Februar 2023 wechselte Young leihweise zum österreichischen Zweitligisten FC Admira Wacker Mödling. Im selben Monat debütierte er in der 2. Liga, als er am 17. Spieltag der Saison 2022/23 gegen den SV Lafnitz in der 54. Minute für Angelo Gattermayer eingewechselt wurde. Nach dem Ende seiner Leihe verließ Young die Admira nach 27 Zweitligapartien im Januar 2024 wieder.
Im März 2024 wurde der Angreifer dann aber doch fest von Admira Wacker verpflichtet und erhielt einen bis 2025 laufenden Vertrag.